# Dendryphantes pseudochuldensis
Espèce
Dendryphantes pseudochuldensis est une espèce d'araignées aranéomorphes de la famille des Salticidae.

## Distribution
Cette espèce est endémique de Mongolie-Intérieure en Chine,.

## Publication originale
- Peng, Xie & Kim, 1994 : Descriptions of three species of genera Dendryphantes and Rhene from China (Araneae: Salticidae). Korean Arachnology, vol. 10, p. 31-36.